# (3196) Maklaj
(3196) Maklaj (1978 RY) – planetoida z pasa głównego asteroid okrążająca Słońce w ciągu 5,27 lat w średniej odległości 3,03 au. Odkryta 1 września 1978 roku.